# Осада Дерри
Осада Дерри (англ. The Siege of Derry, ирл. Léigear Dhoire) — сражение вильямитской войны, длившееся с 18 апреля по 28 июля 1689 года. В течение этого времени армия якобитов осаждала Дерри, оплот вильямитов. Осаду удалось снять только за счёт вмешательства британского флота. Ежегодно в августе проводится парад учеников ремесленников Дерри, приуроченный к концу осады города.

## Предыстория
Во время «Славной революции» 1688 года король Англии Яков II, тайно принявший католичество, был отстранён от власти мятежниками во главе с его дочерью-протестанткой Марией и её мужем Вильгельмом Оранским. Подавляющее большинство населения Ирландии исповедовало католицизм, и Яков II значительно помогал ирландцам-католикам: так, он назначил лордом-наместником Ирландии католика Ричарда Тэлбота, 1-го графа Тирконнелла, а также снова разрешил католикам избираться в парламент Ирландии, занимать официальные должности и служить в армии. Ирландские католики рассчитывали на то, что Яков вернёт им те земли, которые Оливер Кромвель отобрал у них в 1649—1653 годах. Тем самым Яков очень рассчитывал на помощь Ирландии в становлении и закреплении его власти.
Ричард Тэлбот, который исполнял фактические обязанности вице-короля Ирландии, стремился сделать всё возможное, чтобы все гарнизоны Ирландии подчинялись Якову. Особое внимание он обратил на Ольстер, где население преимущественно исповедовало протестантизм. К ноябрю 1688 года только Эннискиллен и Дерри в Ольстере не повиновались Якову II. 76-летний Александр Макдоннелл, 3-й граф Антрим, получил приказ подчинить города и разместить там лояльные королю части; он дал своё согласие, однако в течение нескольких недель подбирал для своего войска солдат, чей рост должен был быть не менее шести футов. Силы в составе 1200 шотландских католиков-«красноногих» (англ. Redshanks) выдвинулись к Дерри, ожидая спокойной капитуляции города (граф Антрим следовал в роскошном экипаже). Однако, когда армия была уже метрах в 50 от линии города, 13 юных учеников ремесленников Дерри выбежали и закрыли ворота города, после чего спокойно отправились на церковную службу.
10 декабря Яков покинул Лондон, был арестован, но 23 декабря опять сбежал и перебрался во Францию. На помощь Якову II пришёл его двоюродный брат Людовик XIV, пообещавший Якову помочь вернуть трон. Тем временем 13 февраля 1689 Вильгельм Оранский и его жена Мария были коронованы как король Вильгельм III и королева Мария II. 12 марта на юге Ирландии в местечке Кинсэйл высадилась армия Якова из 6 тысяч французских солдат. Яковом был взят Дублин, откуда армия при поддержке ирландцев выступила на север. С лозунгом «Сейчас или никогда, сейчас и навсегда» (англ. Now or never, now and forever) армия направилась к непокорному Дерри.

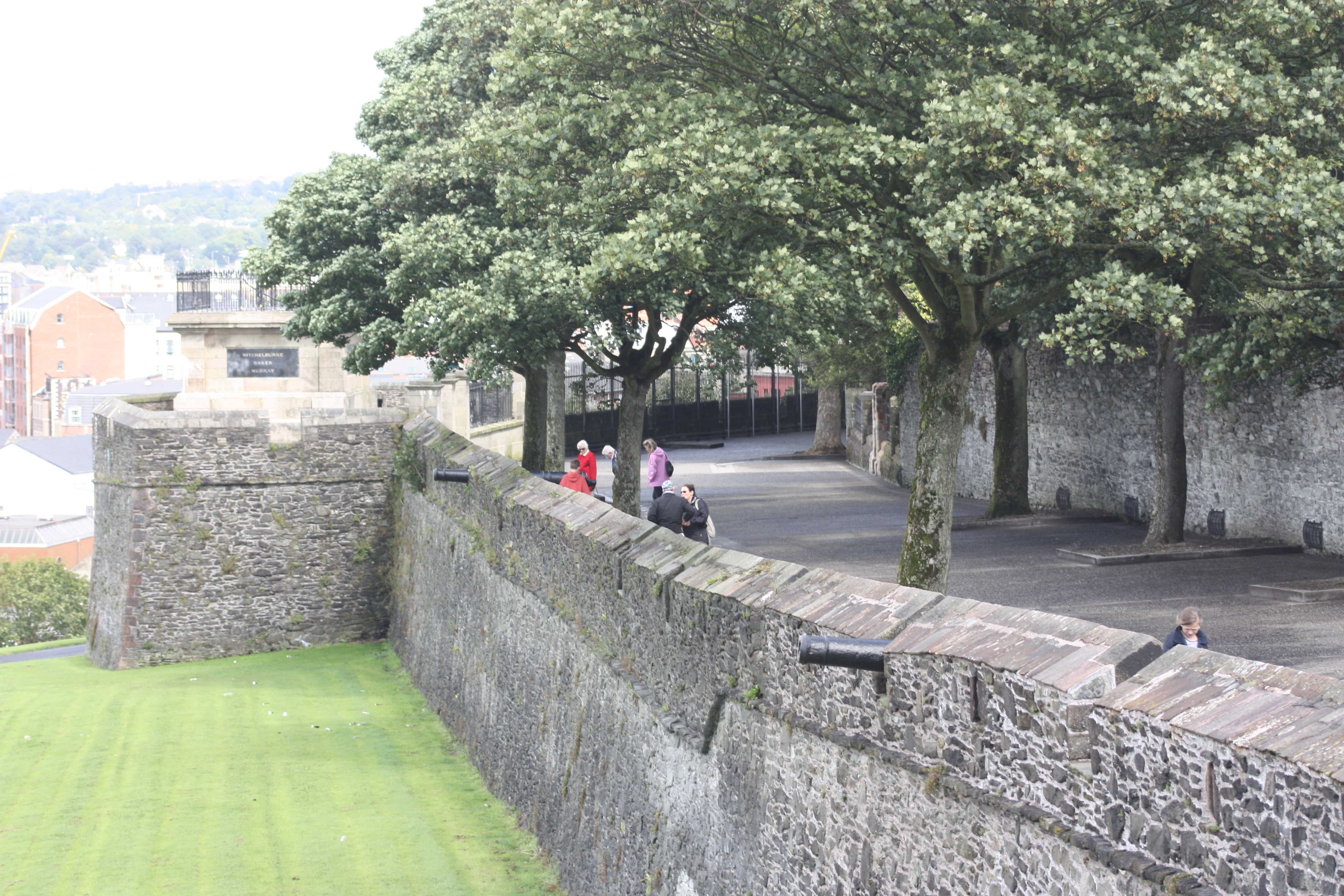
Стены города Дерри

## Осада
Губернатор города Роберт Ланди, узнав о подходе войск Якова, отозвал подкрепления, отправленные полковником Каннингхэмом, который прибыл к реке Фойл: Ланди 15 апреля в письме сообщил, что город в ближайшие дни по причине отсутствия денежных средств и продовольствия может сдаться врагу. Он созвал совещание со своими сторонниками, чтобы обсудить условия капитуляции, однако новости об этом взбесили всех горожан. Ночью Ланди, опасаясь расправы, переоделся и сбежал из города с некоторыми своими сторонниками, после чего сел на корабль и отплыл в Шотландию. Оборону возглавил майор Генри Бэйкер при помощи полковника Адама Мюррэя и майора Джорджа Уолкера, англиканского священника. Их ответом на дерзкий девиз католиков стал лозунг «Не сдаёмся» (англ. No Surrender).
18 апреля якобиты прибыли к стенам Дерри: все здания вне городских стен были сожжены горожанами, чтобы католики не вздумали там скрываться и возводить небольшие оборонительные пункты. Король Яков со своей свитой подъехал на расстояние 300 ярдов к Епископским воротам (англ. Bishop's Gate) и приказал сдаться. В ответ на это горожане закричали «Не сдаёмся» и даже попытались выстрелить в короля. Группе артиллеристов, которая обслуживала крупнейшую городскую пушку «Рычащая Мег», удалось выстрелить из этого орудия по противнику: ядро убило одного из пажей короля. Ещё трижды Яков II безуспешно требовал от горожан сдаться, после чего начал осаду. Обе стороны обстреливали друг друга ежедневно, а в городе начались болезни и голод. Горожане ели кошек, собак и крыс, однако не сдавались. Яков вынужден был уехать в Дублин, а командование принял Ричард Гамильтон.
На помощь осаждённым поспешил флот Вильгельма III, ведомый адмиралом Руком, который прибыл в Лаф-Фойл 11 июня. Корабли отказались проламывать защитные доки на реке Фойл в Калморе. Однако 28 июля по приказу генерала Персиваля Кирка три вооружённых торговых судна — «Маунтджой», «Финикс» и «Джерусалем» — начали таранить доки под прикрытием фрегата «Дартмут» с капитаном Джоном Ликом. «Маунтджой» не сумел протаранить доки, поэтому его пришлось подбить с фрегата «Суоллоу», чтобы разрушить доки и пустить флот. Католики, увидев флот, вынуждены были отступить и оставить город.
Дерри выдержал 105-дневную осаду: от голода, болезней и ранений погибло порядка 8 тысяч жителей города при населении в 30 тысяч. Победа протестантов над католиками пошатнула позиции Якова II, который вскоре был разбит окончательно на реке Бойн и изгнан из Англии.

## Память
Ежегодно протестанты устраивают марш учеников ремесленников Дерри вокруг стен города, также в самом Дерри проводится большой парад. В рамках празднеств по случаю победы над католиками иногда сжигается чучело Роберта Ланди. В память об осаде была написана песня «Стены Дерри» (англ. Derry's Walls). В настоящее время парады проходят довольно мирно, хотя они нередко ознаменовывались ранее массовыми драками и столкновениями.

### На английском
- The Siege of Derry in Ulster Protestant Mythology Архивная копия от 21 августа 2017 на Wayback Machine
- Apprentice Boys of Derry Архивная копия от 19 февраля 2015 на Wayback Machine
- The Maiden City Festival Архивная копия от 8 марта 2022 на Wayback Machine
- Another Account of the Siege of Derry Архивная копия от 11 марта 2014 на Wayback Machine
- Derry and Enniskillen in the Year 1689: The Story of Some Famous Battle-fields in Ulster Архивная копия от 16 декабря 2013 на Wayback Machine by Rev. Thomas Witherow

### На русском
- Город надежд — Лондондерри Архивная копия от 11 марта 2014 на Wayback Machine
- Осады, битвы и восстания. Дерзкий Дерри